# T・W・O
『T・W・O』（ティ・ダブル・オー）は、松浦亜弥の2枚目のオリジナル・アルバム。2003年1月29日にzetimaから発売された。

## 内容
本作のタイトルは「That Wonderful One」の略であり、テーマは「ある女子高生の一日」。
自身が所属したユニット「ごまっとう」の「SHALL WE LOVE?」の松浦ソロバージョンを含む全12曲。
初盤は特製パッケージ仕様。
1曲目・4曲目は生演奏で再録音された別バージョンが、2006年発売企画アルバム『Naked Songs』の初回限定盤DVDにのみ収録されている。

## 収録曲
全作詞・全作曲:つんく（特記以外）／加藤和枝（美空ひばり）（10作詞）
編曲:高橋諭一（1,3,4,9）鈴木Daichi秀行（2,7,10）酒井ミキオ（5）小西貴雄（6,11）鈴木俊介（8）河野伸（12）
1. Yeah! めっちゃホリディ [3:47]
  - 6枚目のシングル。
2. The 美学 [4:06]
  - 7枚目のシングル。
3. あなたの彼女 [4:42]
4. ♡桃色片想い♡ [4:20]
  - 5枚目のシングル。
5. ダイアリー [4:27]
6. SHINE MORE [4:03]
7. SHALL WE LOVE?（松浦Version） [4:47]
8. From That Sky 〜替え玉は硬メンで〜 [4:15]
9. デート日和 [3:04]
10. 草原の人 [5:12]
  - 8枚目のシングル。ミュージカル「草原の人」主題歌。
11. ナビが壊れた王子様（LOVE CHANCE） [4:03]
  - ベスト・アルバム『松浦亜弥ベスト1』にも収録。
12. 元彼 [4:03]

## 参加ミュージシャン
あなたの彼女
- ギター&プログラミング&コーラス：高橋諭一
- コーラス：松浦亜弥

ダイアリー
- プログラミング&アコースティックピアノ&コーラス：酒井ミキオ
- ドラム：鈴木達也
- ベース：田村滋
- ギター：菊池琢己
- バイオリン：石垣千香
- コーラス：松浦亜弥

SHINE MORE
- プログラミング：小西貴雄
- マニピュレータ：勝浦剛
- ギター：朝井泰生
- アコースティックギター：古川昌義
- パーカッション：GENTA
- バイオリン：石垣千香
- コーラス：松浦亜弥・稲葉貴子

SHALL WE LOVE?（松浦Version）
- 全ての楽器：鈴木Daichi秀行
- コーラス：つんく・AKIRA

From That Sky 〜替え玉は硬メンで〜
- ギター&プログラミング：鈴木俊介
- ドラム：そうる透
- ベース：小池ヒロミチ
- ハモンドオルガン：小川文明
- コーラス：稲葉貴子

デート日和
- ギター&プログラミング&コーラス：高橋諭一
- コーラス：松浦亜弥・稲葉貴子
- P-KANボイス：AYA＆JP's

ナビが壊れた王子様（LOVE CHANCE）
- プログラミング：小西貴雄
- マニュピレータ：勝浦剛
- ギター：朝井泰生
- ベース：住吉中
- コーラス：松浦亜弥・稲葉貴子・新堂敦士
- シャウト：EGG BOYS&GIRLS

元彼
- キーボード&プログラミング：河野伸
- ギター：林部直樹
- コーラス：竹内浩明